# Tutush I
Abu Sa'id Taj ad-Dawla Tutush I (gestorven 1095) was de Seltsjoekse heerser  van Damascus van 1079 tot 1095. 
In 1085 nam hij het grootste deel van Syrië van zijn broer Malik Sjah I af, maar verloor het een jaar later weer. Na de dood van zijn broer in 1092 kon hij het opnieuw veroveren in 1094, maar ook hij stierf een jaar later. Na de dood van Tutush werd het rijk verdeeld na een conflict tussen zijn zonen Duqaq en Ridwan.